# Câmpulung Moldovenesc
Câmpulung Moldovenesc là một đô thị thuộc hạt Suceava, România. Dân số thời điểm năm 2002 là 20153 người.
Câmpulung Moldovenesc đứng thứ tư về kích thước đô thị trong quận. Năm 1995, khu vực này đã được chính thức công nhận là đô thị, cùng lúc với hai thị trấn khác thuộc hạt Suceava, đó là Fălticeni và Rădăuți. Câmpulung Moldovenesc trải rộng trên diện tích 147 km² (tương đương 57 dặm vuông) và từng là trung tâm hành chính của huyện Câmpulung cũ trước khi có cuộc cải cách hành chính vào năm 1950.